# Agave jarucoensis
Agave jarucoensis är en sparrisväxtart som beskrevs av A.Álvarez. Agave jarucoensis ingår i släktet Agave och familjen sparrisväxter. Inga underarter finns listade i Catalogue of Life.